# 高畑耕治
高畑 耕治（たかばたけ こうじ、1963年5月30日 - ）は、日本の詩人。

## 来歴
大阪府四條畷市出身。四條畷市立忍ヶ丘小学校、四條畷市立四條畷中学校、大阪府立四條畷高等学校卒業。早稲田大学政治経済学部政治学科中退。
1988年に第一詩集『死と生の交わり』を出版。小海永二、森田進、麻生直子、葵生川玲、中村不二夫、小川英晴等の詩人が土曜美術社出版販売発行の詩誌「詩と思想」で同社社主の加藤幾惠を交え日本全国の多彩な詩人たちと起こした現代詩の蘇生・革新運動に新しい世代の詩人として参加。活発に詩を発表、詩集を出版し、第三詩集『愛（かな）』は全国学校図書館協議会選定図書、第五詩集『さようなら』は1996年度日本詩人クラブ新人賞最終候補になるなどの評価を得た。1996年から1997年にはサンマーク出版の創刊誌「エヴァ」の扉の詩を毎号連載。詩誌、ホームページ、ブログなどでも詩とエッセイを発表。日本詩人クラブ会員。
高畑の詩を論じた詩人の主な評論には、宮城松隆著『沖縄の評論・エッセイ文庫① 詩語の密度』（脈発行所、1994年）所収の「高畑耕治論 詩集『愛のうたの絵ほん』を中心に」、中村不二夫著『現代詩展望1994～1997』（詩画工房、1998年）所収の「現代詩のニューウェーブ 4」、三田洋著「特集 現代詩の50人 詩と思想1998年 No.154 VOL2」所収の「高畑耕治 愛のメルヘンにつつまれて」、たかとう匡子著、書評「生きることの美しさにあふれた一冊」（図書新聞第3077号、2012年）などがある。

## 著書

### 詩集
- 『死と生の交わり』（1988年、批評社）[1]
- 『海にゆれる』（1991年、土曜美術社）[1]
- 『愛（かな）』（1993年、土曜美術社出版販売）[1]
- 『愛のうたの絵ほん』（1994年、土曜美術社出版販売）[1]
- 『さようなら』（1995年、土曜美術社出版販売〈21世紀詩人叢書25〉）[1]
- 『こころうた こころ絵ほん』（2012年、イーフェニックス）[1]
- 『銀河、ふりしきる』（2016年、イーフェニックス）[1]
- 『純心花』（2022年、イーフェニックス）[1]

### アンソロジー
- 『現代動物詩集』（1992年、村田正夫編、潮流出版社）
- 『現代植物詩集』（1993年、同上）
- 『現代季節詩集』（1994年、同上）
- 『戦後50年詩選』（1995年、同上）
- 『現代旅情詩集』（1996年、同上）
- 『現代平和詩集』（1997年、同上）
- 『詩と思想詩人集1995年』（1995年、詩と思想編集部編、土曜美術社出版販売）
- 『詩と思想詩人集1996年』（1996年、同上）
- 『詩と思想詩人集1997年』（1997年、同上）
- 『詩と思想詩人集1998年』（1998年、同上）
- 『詩人データバンク1997年版』（1997年、竹林館）
- 『命が危ない 311人詩集』（2011年、コールサック社）
- 『脱原発・自然エネルギー218人詩集（日本語・英語 合体版）』（2012年、同上）
- 『詩と思想・詩人集2012年』（2012年、詩と思想編集委員会、土曜美術社出版販売）
- 『現代生活語詩集2012 空と海と大地と』（2012年、全国生活語詩の会、竹林館）